# Lakmé
Lakmé és una òpera en tres actes amb música de Léo Delibes sobre un llibret francès d'Edmond Gondinet i Philippe Gille, basat en la novel·la Rarahu ou Le Mariage de Loti (1880) de Pierre Loti.

## Història
El tema de l'òpera va ser suggerit per Gondinet com un vehicle per al lluïment de la soprano nord-americana Marie van Zandt. Delibes va compondre'n la partitura entre 1881 i 1882. Com altres òperes franceses de les darreries del segle xix, Lakmé evoca ambients orientals, tan de moda durant aquella època; Els pescadors de perles de Georges Bizet i Le Roi de Lahore de Jules Massenet en són altres exemples.
Va ser estrenada el 14 d'abril de 1883 a l'Opéra-Comique de París amb Van Zandt en el paper protagonista i Jean-Alexandre Talazac com Gérald.

## Sinopsi
L'acció transcorre a les acaballes del segle xix al Raj Britànic de l'Índia, on molts hindús es veien forçats a practicar la seua religió en secret, forçats per l'oposició britànica a les seues creences.

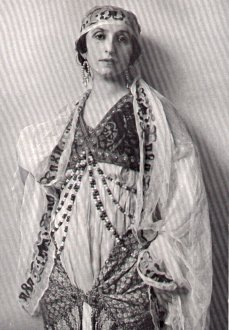
Amelita Galli-Curci en el paper protagonista de Lakmé

### Acte I
Gérald, un oficial britànic, s'introdueix accidentalment en un temple dedicat a Brama. Hi troba Lakmé (nom derivat del sànscrit Lakshmi), filla del gran sacerdot, Nilakantha. Gérald i Lakmé s'enamoren. Nilakantha s'assabenta del sacrilegi del jove oficial i jura venjar-se'n.

### Acte II
En un basar, Nilakantha obliga Lakmé a cantar (ària de les campanetes) amb l'objectiu d'atreure el seu jove enamorat estranger i així poder identificar-lo. Quan Gérald s'acosta, Lakmé s'esvaneix i Nilakantha apunyala el jove, deixant-lo ferit. Lakmé s'enduu Gérald a un indret secret de la selva, on pensa guarir-lo.

### Acte III
Mentre Lakmé ha anat a cercar l'aigua sagrada que ha de confirmar els vots dels amants, apareix Fréderic, un oficial britànic company de Gérald, i li recorda a aquest el seu deure amb l'exèrcit. En tornar, Lakmé s'adona dels dubtes de Gérald i comprèn que l'ha perdut. Lakmé prefereix morir amb honor abans que viure en la vergonya, i se suïcida menjant la fulla d'una datura verinosa.

## Números musicals
- Preludi

### Acte I
- Núm. 1 Introducció: "À l'heure accoutumée" (Nilakantha)
- Prière: "Blanche Dourga" (Lakmé, Nilakantha)
- Núm. 1 Bis - Escena: "Lakmé, c'est toi qui nous protégeons!" (Nilakantha, Lakmé)
- Núm. 2 - Duet (Duet de les flors): "Viens, Mallika, les lianes en fleurs ... Dôme épais, le jasmin" (Lakmé, Mallika)
- Escena: "Miss Rose, Miss Ellen" (Gérald)
- Núm. 3 - Quintet i couplets: "Quand une femme est si jolie" (Gérald)
- Recitatiu: "Nous commettons un sacrilège" (Gérald)
- Núm. 4 - Ària: "Prendre le dessin d'un bijou" (Gérald)
- Núm. 4 Bis - Escena: "Non! Je ne veux pas toucher" (Gérald, Lakmé)
- Núm. 5 - Recitatiu i Cantabile: "Les fleurs me paraissent plus belles" (Lakmé)
- Núm. 5 Bis - Recitatiu: "Ah! Mallika! Mallika!" (Lakmé)
- Núm. 6 - Duo: "D'où viens-tu? Que veux-tu?" (Lakme, Gérald)
- Núm. 6 Bis - Escena: "Viens! La! La!" (Nilakantha, Lakmé)
- Entreacte

### Acte II
- Núm. 7 - Cor i Escena del mercat: "Allons, avant que midi sonne"
- Núm. 7 Bis - Recitatiu: "Enfin! Nous aurons du silence!"
- Núm. 8 - Aires de dansa: Introducció
- Núm. 8 - Aires de dansa: Terana
- Núm. 8 - Aires de dansa: Rektah
- Núm. 8 - Aires de dansa: Persa
- Núm. 8 - Aires de dansa: Coda amb cors
- Núm. 8 - Aires de dansa: Eixida
- Recitatiu: "Voyez donc ce vieillard"
- Núm. 9 - Escena i Cantabile: "Ah! Ce vieillard encore!" (Nilankantha, Lakmé)
- Núm. 9 Bis - Recitatiu: "Ah! C'est de ta douleur" (Lakmé, Nilankantha)
- Núm. 10 - Escena i Llegenda de la filla del Pària (Air des Clochettes/Ària de les campanetes): 
"Ah!... Par les dieux inspires... Où va la jeune Hindoue" (Lakmé, Nilankantha)
- Núm. 11 - Escena: "La rage me dévore" (Nilankantha, Lakmé)
- Núm. 12 - Escena i Cor: "Au milieu des chants d'allegresse" (Nilankantha, Lakmé)
- Núm. 12 Bis - Recitatiu: "Le maître ne pense qu'à sa vengeance"
- Núm. 13 - Duo: "Lakmé! Lakmé! C'est toi!" (Lakmé, Gérald)
- Núm. 14 - Finale: "O Dourga, toi qui renais" (Gérald)
- Entreacte

### Acte III
- Núm. 15 - Berceuse: "Sous le ciel tout étoile" (Lakmé)
- Núm. 15 Bis - Recitatiu: "Quel vague souvenir alourdit ma pensée?" (Gérald, Lakmé)
- Núm. 16 - Cantilène: "Lakmé! Lakmé! Ah! Viens dans la forêt profonde" (Gérald)
- Núm. 17 - Escena i Cor: "La, je pourrai t'entendre" (Lakmé, Gérald)
- Núm. 18 - Escena: "Vivant!" (Gérald)
- Núm. 19 - Duo: "Ils allaient deux à deux" (Lakmé, Gérald)
- Núm. 20 - Finale: "C'est lui! C'est lui!" (Nilankantha, Lakmé, Gérald)

## Enregistraments
- 1940: Lily Pons (Lakmé), Armand Tokatyan (Gérald), Ceorge Cehanovsky (Frédéric), Ezio Pinza (Nilakantha), Ira Petina (Mallika), Cor i Orquestra del Metropolitan Opera de Nova York, Wilfred Pelletier (conductor) (The Golden Age; en viu)
- 1952: Mado Robin (Lakmé), Libero de Luca (Gérald), Jacques Jansen (Frédéric), Jean Borthayre (Nilakantha), Agnés Disney (Mallika), Cor i Orquestra del Teatre Nacional de l'Opéra-Comique, Georges Sebastian (director) (Decca)
- 1968: Joan Sutherland (Lakmé), Alain Vanzo (Gérald), Claude Calès (Frédéric), Gabriel Bacquier (Nilakantha), Jane Barbié (Mallika), Cor i Orquestra de l'Òpera de Montecarlo, Richard Bonynge (director) (Decca)
- 1971: Mady Mesplé (Lakmé), Charles Burles (Gérald), Jean-Christophe Benoit (Frédéric), Roger Soyer (Nilakantha), Danielle Millet (Mallika), Cor i Orquestra del Teatre Nacional de l'Opéra-Comique, Alain Lombard (director) (EMI)
- 1998: Natalie Dessay (Lakmé), Gregory Kunde (Gérald), José van Dam (Nilakantha), Cor i Orquestra del Capitole de Toulouse, Michel Plasson (director) (EMI)